# 月宫一号
月宫一号（英語：、Moon Palace 1或Yuegong-1）是中华人民共和国一个为建设月球基地而设立的生命保障研究实验装置。

## 概况
月宫一号位于北京航空航天大学学院路校区内，占地160平方米，为可以完全模拟月球环境的封闭设施。它以封闭设施模拟人员在没有外部输入（电力/能源除外）的情况下执行长期任务时的状况。
月宫一号包括1个居住舱和2个植物舱，总有效空间约142平方米。一期工程于2014年竣工，二期则建成于2017年。
北京航空航天大学方面称之为世界上“第一个成功的”四生物链环的人工封闭生态系统（之前一个类似系统是位于美国的“生物圈二号”，未能达到预期目的）。

## 管理
月宫一号由北京航空航天大学生物与医学工程学院刘红教授团队设计，建成后亦由该团队运营并负责管理。

## 实验

### 2014年105天综合实验
2014年2月3日至5月20日，谢倍珍（女，舰长）、董琛（男）、王敏娟（女）三位来自北航的志愿者，在“月宫一号”一期成功进行并最终完成中国首次长期多人高闭合度密闭试验。

### 2017~2018年“月宫365”综合实验
2017年5月10日至2018年5月15日，8名志愿者（4男4女）分为两组（每组由两男两女组成），在“月宫一号”进行为期365天的综合性密闭试验。
2017年5月至7月，第一组志愿者（刘慧（女，舰长）、刘佃磊（男）、胡静斐（女）、高寒（男））在月宫一号内进行了60天实验。
2017年7月9日，“月宫365”计划第一次换班，第二组志愿者（刘光辉（男，舰长）、伊志豪（男）、褚正佩（女）、王伟（女））入舱，开展200天密闭试验。
2018年1月26日，第二次换班仪式成功举行，200天密闭试验获得成功，中国因而打破了前苏联BIOS-3设施于1973年创造的在生物再生生命保障系统中连续驻留180天的世界纪录。按照计划，第一组志愿者还将再次入舱，开展第三阶段105天（实为110天）的实验。
2018年5月15日，第一组志愿者再次出舱，标志为期370天的“月宫365”实验顺利结束，同时创下世界上时间最长、闭合度最高的密闭生存实验纪录。
2017年12月18日，英国《自然》杂志在其官网上发布了2017年最佳科学图片，“月宫一号”入选。